# 마이클 조셉 잭슨 주니어
마이클 조셉 잭슨 주니어(영어: Michael Joseph Jackson, Jr., 1997년 2월 13일 ~ )는 팝의 황제 마이클 잭슨의 첫째 아들이다.